# Aleksandr Georgiejev
Aleksandr Sergejevitsj Georgiejev (Russisch: Александр Сергеевич Георгиев) (Oblast Novgorod, 17 juli 1975) is een Internationaal Grootmeester dammen van Russische nationaliteit.
Hij werd 13x Russisch kampioen, 3x Europees kampioen en 10x wereldkampioen.

## Resultaten in (inter)nationale kampioenschappen

### Russisch kampioenschap
Hij werd 13x Russisch kampioen: in 1994, 1995 (gedeeld met Andrej Kalmakov), 1997, 2000, 2002, 2005, 2006, 2007, 2009, 2010, 2011, 2012 en 2019.

### Europees kampioenschap
Hij nam 9x deel aan het Europees kampioenschap met de volgende resultaten: 
| Jaar | Locatie     | Klassering | Score           | W–R-V          |
| ---- | ----------- | ---------- | --------------- | -------------- |
| 1995 | Lubliniec   | Goud       | 19-31           | 12-7-0         |
| 1999 | Hoogezand   | gedeeld 7e | 15-15           | 4-7-4          |
| 2002 | Domburg     | Zilver     | finale verloren | van Schwarzman |
| 2006 | Bovec       | Goud       | 10-14           | 4-6-0          |
| 2008 | Tallinn     | Zilver     | 9-12            | 3-6-0          |
| 2010 | Murzasichle | Goud       | 9-13            | 4-5-0          |
| 2012 | Emmen       | 8e         | 9-11            | 2-7-0          |
| 2014 | Tallinn     | 11e        | 9-11            | 2-7-0          |
| 2018 | Moskou      | Zilver     | 9-13            | 5-3-1          |

### Wereldkampioenschap
Hij speelde 10x een toernooi en 6x een match om het wereldkampioenschap waarin hij in totaal 10x de wereldtitel veroverde. 
- WK-toernooi 1996 in Abidjan- gedeelde 4e plaats met 13 punten uit 11 partijen.
- WK-toernooi 2001 in Moskou - gedeelde 6e plaats met 18 punten uit 16 partijen.
- WK-match 2003 in Izjevsk en Oefa – gewonnen match tegen regerend wereldkampioen Aleksej Tsjizjov. Georgiejev had zich daarvoor geplaatst in het kandidatentoernooi 2002 in Jakoetsk. De match werd gespeeld om 3 gewonnen sets. Na 4 sets stond Georgiejev met 3-1 voor, waarmee hij al zeker was van de titel. Ook de 5e set won hij waarmee de eindscore 4-1 werd.
- WK-toernooi 2003 in Zwartsluis – winnaar na barrage met Guntis Valneris en Aleksej Tsjizjov die met 25 punten uit 19 wedstrijden puntgelijk waren geëindigd.
- WK-match 2004 in Oefa en Izjevsk - gewonnen match tegen Aleksej Tsjizjov. In 15 partijen wonnen beide spelers één keer. Hierna werden acht partijen met verhoogd tempo gespeeld waarin geen overwinningen vielen en daarna micromatches waarbij de speler die als eerste de derde overwinning behaalde (waarbij de overwinningen uit het eerdere deel van de match meetelden), de match zou winnen. Georgiejev won in die micromatches de 3e en 7e partij en behaalde daarmee zijn derde wereldtitel.
- WK-toernooi 2005 in Amsterdam - 9e plaats met 11 punten uit 11 partijen.
- WK-match 2006 - Georgiejev mocht Aleksej Tsjizjov uitdagen voor een match om de wereldtitel. Tsjizjov ging uiteindelijk echter niet akkoord met de financiële voorwaarden en daarom werd de wereldtitel op 23 februari 2007 aan Georgiejev toegekend.
- WK-toernooi 2007 in Hardenberg - 3e plaats achter Aleksandr Schwarzman en Mark Podolski met 24 punten uit 19 wedstrijden.
- WK-match 2009 in Twente – verloren match tegen Aleksandr Schwarzman. Georgiejev mocht Aleksandr Schwarzman uitdagen voor een match om de wereldtitel. De match eindigde met 12 remises waarna Schwarzman de sneldambarrage won.
- WK-toernooi 2011 in Emmeloord en op Urk - winnaar met 26 punten uit 19 partijen, op 3 punten gevolgd door Moerodoello Amrillajev.
- WK-match 2013 in Tallinn – gewonnen match tegen uitdager Aleksandr Schwarzman. Elke dag werd er een reguliere, rapid, blitz en Lehmann-Georgiev tie break partij gespeeld. In die volgorde werd ook naar de scores gekeken. De reguliere match eindigde in 7-7. In de partijen met rapidtempo behaalde alleen Georgiejev een overwinning, waarmee hij zijn titel prolongeerde.
- WK-toernooi 2013 in Oefa - winnaar met 15 punten uit 11 partijen, gevolgd door Jean Marc Ndjofang en Roel Boomstra op één punt achterstand.
- WK-match 2015 in Izmir - gewonnen match tegen uitdager Ndjofang. In het reguliere tempo werd het 7-7, waarna één overwinning (tegenover nul) Georgiejev de wereldtitel opleverde.
- WK-toernooi 2015 in Emmen - winnaar met 25 punten uit 19 partijen, gevolgd door Jan Groenendijk en Roel Boomstra op één punt achterstand. Hij trok zich terug voor de match om de wereldtitel 2016 waardoor die tussen de runners-up van 2015, Jan Groenendijk en Roel Boomstra, werd gespeeld.
- WK-toernooi 2017 in Tallinn - 7e plaats.
- WK-toernooi 2019 in Yamoussoukro - winnaar.

### Overige toernooien
Hij werd juniorenwereldkampioen in 1992, 1993 en 1994.
Hij werd in 1999 in een toernooi dat in diverse Nederlandse plaatsen werd gespeeld wereldkampioen rapiddammen in het eerste wereldkampioenschap rapiddammen. 
Hij werd in 2005 officieus wereldkampioen blinddammen tijdens het gecombineerd blind- en rapidwereldkampioenschap in Schiedam.